# Кентърбъри
Кентърбъри (на английски: Canterbury) е град в Югоизточна Англия, графство Кент.
Намира се на 3 метра надморска височина в Севернокентската равнина, на 90 km източно от центъра на Лондон. Архиепископът на Кентърбъри е най-високопоставеният духовник в Англиканската църква. Населението на града е около 42 000 души (2001).

## История
Разположен на пътя от Лондон към пристанището Дувър, Кентърбъри е бил вече важен град по римско време. Съдбата била благосклонна към него и по-късно, когато през 597 г. св. Августин Кентърбърийски бил изпратен от папа Григорий Велики да покръсти езичниците англосаксонци, той става седалището на архиепископа на Църквата на Англия, като пръв архиепископ е св. Августин Кентърбърийски.

## Известни личности
Родени в Кентърбъри
- Кристофър Марлоу (1564-1593), драматург
- Орландо Блум (р. 1977), актьор

Починали в Кентърбъри
- Августин Кентърбърийски (?-604), италиански духовник
- Анселм Кентърбърийски (1033-1109), духовник и философ
- Берта Кентска (565-612), кралица
- Джоузеф Конрад (1857-1924), писател